# Team Lotus
Il Team Lotus è stata una scuderia attiva in tante e diverse competizioni automobilistiche, principalmente in Formula 1, campionato di cui fu una delle squadre più vittoriose e famose.
Il prestigio del Team Lotus è legato sia ai grandi successi ottenuti, sia all'aver legato il proprio nome ad alcuni tra i piloti più vincenti e talentuosi, sia soprattutto per il carisma e l'unicità del fondatore della squadra, Colin Chapman. L'origine del nome non è mai stata chiarita, ma si pensa che Chapman lo abbia scelto in onore della moglie Hazel, così affettuosamente soprannominata; egli inoltre inserì le proprie iniziali (CABC) nel logotipo della squadra.
La sua prima vittoria avviene nel GP degli Stati Uniti d'America del 1961, con Innes Ireland (l'auto costruita da Colin Chapman aveva già vinto 4 Gran Premi con la scuderia di Rob Walker, di cui la prima nel GP di Monaco del 1960), mentre il suo ultimo GP vinto è stato quello degli Stati Uniti del 1987, con Ayrton Senna. Anche a distanza di anni dal proprio ritiro, il Team Lotus rimane uno dei più prestigiosi e vincenti di sempre, con sette titoli costruttori e sei piloti.
Al team vanno attribuiti i meriti delle più grandi rivoluzioni tecniche della Formula 1: il telaio monoscocca (Lotus 25), il motore con funzione portante (Lotus 49), i radiatori laterali (Lotus 72), lo sfruttamento dell'effetto suolo (Lotus 78 e 79), le sospensioni attive (Lotus 91). La Lotus è stata inoltre tra i primissimi costruttori a sperimentare l'utilizzo dei materiali compositi, e anche la prima e unica squadra a portare sulla griglia di partenza una vettura con propulsione a turbina a gas e quattro ruote motrici (Lotus 56), con cui si portò in testa all'edizione 1968 della 500 Miglia di Indianapolis fino a pochi giri dal termine, quando fu costretta al ritiro da un guasto meccanico: da quel momento la USAC (Federazione automobilistica statunitense) proibì per sempre la partecipazione alla gara di queste auto.
Nessun'altra casa è stata così prolifica nel generare innovazioni tecniche rivoluzionarie e d'avanguardia, tanto che spesso i regolamenti furono cambiati ad hoc per limitare l'enorme incremento di prestazioni derivante da tali soluzioni, come avvenne nel caso del fondo profilato per l'effetto suolo (praticamente bandito nel giro di pochi anni) e più clamorosamente nel 1981, quando la Federazione Internazionale interpretò in modo controverso il regolamento tecnico per impedire la partecipazione al mondiale della futuristica Lotus 88, l'unica Formula 1 con doppio telaio (uno progettato per sostenere i carichi meccanici e l'altro per quelli aerodinamici).

## Storia

### L'esordio
La Lotus fa il suo esordio in Formula 1 nel 1958 al GP di Monaco, con i piloti Graham Hill e Cliff Allison. Quest'ultimo disputa una discreta stagione, con costanti piazzamenti in top 10 e un 4º posto in Belgio, che permette al team di guadagnare i suoi primi punti. Al contrario le prestazioni di Hill sono deludenti, in quanto riesce a terminare la gara in appena due occasioni, senza conquistare alcun punto. Durante l'anno fa il suo esordio in Formula 1 anche Alan Stacey, che corre il Gran Premio di Gran Bretagna.
Nel '59 Allison passa alla Ferrari. Al suo posto viene chiamato l'esordiente Pete Lovely, che alla gara inaugurale a Montecarlo non riesce a qualificarsi, e Chapman decide così di sostituirlo già al Gran Premio successivo con il britannico Innes Ireland, anch'egli all'esordio. La scelta si rivela subito azzeccata, in quanto quest'ultimo termina la sua prima gara al 4º posto, ottenendo 3 punti. Ireland conquista altri due punti all'ultima gara stagionale, terminata al 5º posto. Ancora una volta Hill disputa un'annata deludente, con appena due gare concluse e zero punti, risultati che lo convincono a cambiare aria e a passare in BRM l'anno successivo.

### L'era Clark e i primi titoli
Per il 1960 Chapman decide di schierare in numerosi Gran Premi ben tre vetture. Alan Stacey diventa il secondo pilota del team, mentre per il ruolo di terza guida vengono chiamati diversi piloti, tra cui i debuttanti John Surtees (sette volte campione del mondo nel Motomondiale, che aveva deciso di passare alle quattro ruote) e James Clark, detto ‘’Jim’’. Entrambi i piloti saranno destinati a diventare in futuro campioni del mondo, scrivendo alcune delle più importanti pagine della storia della Formula 1. Il team disputa una grande stagione grazie alla nuova Lotus 18, ottenendo il 2º posto in classifica costruttori e conquistando diversi podi con Clark, Surtees e Ireland, ma senza ottenere vittorie. La Lotus 18 diventerà comunque la prima vettura di Chapman trionfare in un Gran Premio di Formula 1 grazie alle due vittorie del leggendario Stirling Moss, quell'anno alla guida della monoposto con il Rob Walker Racing Team. La stagione è tuttavia ricordata anche per il primo, tragico incidente mortale per un pilota della Lotus: Stacey, durante l'appuntamento in Belgio (ricordato come uno dei Gran Premi più tragici della storia della Formula 1), esce di strada a causa di un cedimento meccanico della sua macchina, che si ribalta diverse volte e prende fuoco. Il pilota, sbalzato fuori dall'abitacolo, muore sul colpo.
Nel 1961 Clark viene promosso a secondo pilota. La Lotus conferma la sua crescita con un altro campionato terminato al 2º posto, inoltre arriva la prima vittoria del team, grazie al trionfo di Ireland a Watkins Glen, al volante della nuova monoposto 21. Durante la stagione anche Stirling Moss porta la Lotus sul gradino più alto del podio, trionfando due volte con una monoposto 18. Per il Re senza corona sono le sue ultime due gare vinte in carriera (al termine della stagione subirà un incidente che ne forzerà il ritiro).

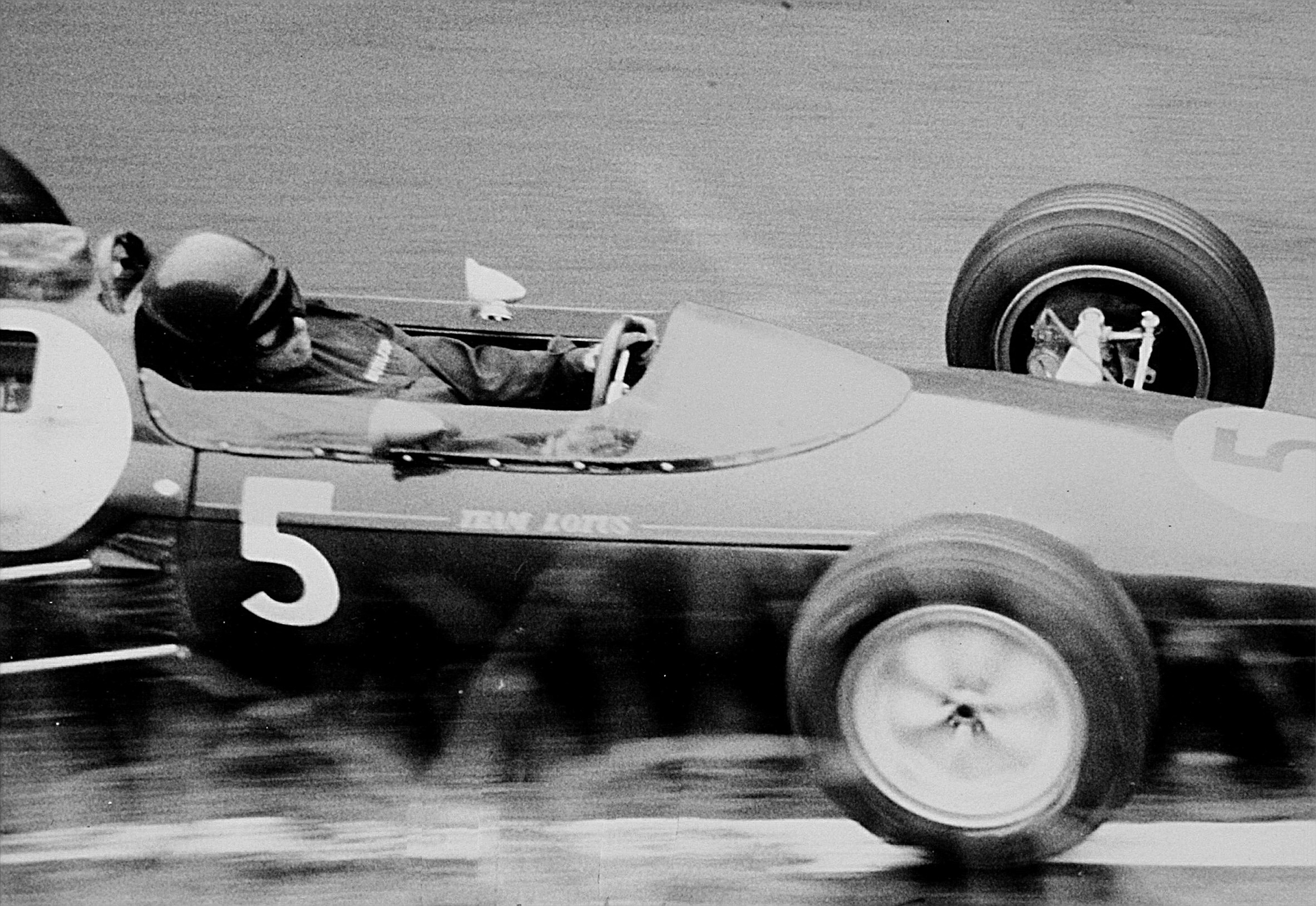
Jim Clark su Lotus 25 al Gran Premio di Germania 1962.

La svolta per la Lotus avviene l'anno successivo: nel 1962 Chapman sviluppa la nuova monoposto 25, costruita attorno a Jim Clark. Chapman raccontava di aver fatto sedere il pilota su un tavolone su cui erano disposti gli organi meccanici principali e imbastì le forme di conseguenza. Dotata di un motore Coventry Climax V8, la vettura aveva una bassa sezione frontale, grazie ai serbatoi portanti e la scocca, quasi "nuda". Lo scozzese volante si ritrova così al volante di una monoposto competitiva, con cui ottiene le sue prime tre vittorie in carriera, sei pole position e arriva a lottare per il titolo fino all'ultima gara con la BRM di Graham Hill. Alla fine però è quest'ultimo ad avere la meglio, grazie a una vettura meno veloce ma decisamente più affidabile, mentre Clark si deve accontentare del secondo posto. L’altro pilota Lotus, Trevor Taylor, inizia bene la stagione grazie a un secondo posto nella gara inaugurale, ma poi inizia a inanellare una serie di risultati negativi che gli impediscono di ottenere altri punti per il resto della stagione.
L'appuntamento con il titolo è soltanto rimandato: nel 1963 Chapman risolve i problemi di affidabilità della Lotus 25 e Clark domina il campionato con ben sette vittorie e altrettante pole position su dieci Gran Premi, diventando campione del mondo per la prima volta. La Lotus conquista così i suoi primi titoli piloti e costruttori, ottenuti entrambi con ben tre gare d'anticipo.
Nel 1964 Chapman decide di affiancare al pupillo Clark il debuttante Peter Arundell. Quest’ultimo ottiene fin da subito dei buoni risultati, tra cui due terzi posti nelle prime due gare, ma durante una gara di Formula 2 subisce un incidente che gli causa un grave infortunio, che lo costringe a saltare non solo i restanti appuntamenti del campionato, ma anche tutta la stagione successiva. Al suo posto verrà chiamato Mike Spence, il quale però non si rivelerà mai un sostituto all’altezza. Per Clark la stagione inizia nel migliore dei modi, con tre vittorie nelle prime cinque gare, ma col successivo passaggio alla nuova Lotus 33, vettura dal grande potenziale ma ancora poco competitiva, lo scozzese riesce ad andare a punti solamente nell’ultimo Gran Premio della stagione, ottenendo un anonimo quinto posto. Alla fine termina il campionato in terza posizione, dietro la BRM di Graham Hill e la Ferrari del neo campione del mondo John Surtees.
Il titolo viene riconquistato nel 1965 grazie a una ‘’33’’ più affidabile, che permette a Clark di dominare il campionato, vincendo sei delle prime sette gare, con sei partecipazioni vincenti consecutive (lo scozzese aveva deciso di non gareggiare a Montecarlo per prendere parte alla 500 Miglia di Indianapolis). Sia il titolo piloti che quello costruttori vengono vinti con ben tre gare d’anticipo.
L’anno successivo avviene un cambio di regolamento (passaggio dai motori 1500 a 3000 cm³) che coglie impreparata la Lotus, la quale non riesce a sviluppare la ‘’33’’ in modo da renderla competitiva. Nel finale di stagione i piloti passano alla 43, che utilizza il motore BRM a 16 cilindri. É su questa vettura che Clark ottiene l'unica vittoria in campionato, nel GP degli Stati Uniti. Al termine della stagione il rientrante Arundell non viene riconfermato.
Nel 1967 la Lotus forma quella che probabilmente è la coppia di piloti più forte dell'epoca: al fianco di Clark fa infatti ritorno nel team, dopo otto anni, Graham Hill, proveniente dalla BRM e campione del mondo nel '62. La stagione inizia in Sudafrica con la vecchia monoposto 33, ma entrambi i piloti sono costretti al ritiro. Al secondo appuntamento a Montecarlo viene invece utilizzato il modello 43, con cui Hill ottiene un buon 2º posto, mentre Clark ancora una volta non riesce a concludere la gara per dei problemi meccanici. La svolta per la Lotus avviene però al Gran Premio successivo: in Olanda fa il suo esordio la Lotus 49, spinta dal motore Ford Cosworth DFV, che avrebbe rappresentato la motorizzazione più diffusa degli anni '70 e della prima parte degli anni '80. La nuova vettura ideata dalla mente di Colin Chapman e Maurice Philippe si rivela più veloce della diretta rivale BT24 della Brabham, tanto da ottenere non solo la pole position in tutti i nove Gran Premi rimasti della stagione (sei con Clark e tre con Hill), ma anche quattro vittorie, tutte con Clark. La monoposto tuttavia è soggetta spesso a problemi di natura meccanica, costringendo al ritiro i due piloti in numerose occasioni e impedendo allo scozzese di tenere il passo delle meno veloci ma ben più affidabili Brabham. A vincere il titolo piloti sarà infatti Denny Hulme, seguito dal compagno di squadra Jack Brabham, mentre Clark si deve accontentare del terzo posto finale.

### Le tragiche morti di Clark e Rindt
Per la stagione successiva la Cosworth apporta delle migliorie al propulsore, rendendo la Lotus 49 più affidabile. I risultati si vedono già al primo appuntamento stagionale in Sudafrica: Clark conquista la pole position davanti a Hill, vincendo la gara il giorno dopo a 25 secondi dal suo compagno e a 30 dal terzo classificato Jochen Rindt. Il risultato ottenuto faceva pensare a un campionato dominato dal campione scozzese, ma pochi mesi più tardi avviene la tragedia: il 7 Aprile, sul circuito di Hockenheim, Clark decide di correre un Gran Premio di Formula 2, vista la lunga pausa del calendario di Formula 1 (il campionato osservava quattro mesi di stop dopo la tappa sudafricana). Lo scozzese durante la gara esce fuori pista, schiantandosi contro gli alberi e morendo sul colpo, per cause che non sono mai state accertate. La Lotus giunge quindi al secondo appuntamento stagionale con il solo Hill, che trionfa davanti a Hulme, detentore del titolo piloti. A partire proprio da questa gara la Lotus, in seguito all'accordo con il produttore di tabacchi Gold Leaf, introduce per la prima volta in Formula 1 una sponsorizzazione non strettamente legata al materiale tecnico impiegato, cambiando addirittura i colori nazionali con il rosso-oro dello sponsor e cambiando denominazione, presentandosi come Gold Leaf Team Lotus. Hill vince anche la terza tappa del calendario a Montecarlo, a bordo di una versione aggiornata della 49, rinominata 49B, ma nei sei Gran Premi successivi è costretto al ritiro in ben cinque occasioni, principalmente per problemi meccanici. I rivali per il titolo tuttavia non riescono ad approfittarne e il pilota britannico, dopo aver ritrovato competitività, conquista il 2º posto negli Stati Uniti, per poi andare a vincere gara e titolo in Messico, ultimo appuntamento della stagione. Hill riporta così in casa Lotus sia il titolo piloti che il titolo costruttori, a distanza di tre anni dalla straordinaria stagione 1965, che aveva visto il trionfo del compianto amico e compagno Clark. Durante il campionato la Lotus si aggiudica un Gran Premio anche con Jo Siffert, che trionfa in Gran Bretagna con il team "clienti" di Rob Walker.
Nel 1969 la scuderia britannica ingaggia dalla Brabham il talentuoso austriaco Jochen Rindt, mentre come vettura viene utilizzata ancora la 49B. Nonostante un buon avvio di stagione, con Hill che nei primi tre Gran Premi conquista un 2º posto in Sudafrica e la vittoria a Montecarlo (sua ultima vittoria in carriera), la Lotus viene ben presto sovrastata dalla Matra di Jackie Stewart, che domina il campionato e vince i titoli piloti e costruttori con tre gare d'anticipo. Dopo Montecarlo Hill ottiene appena 4 punti, concludendo la stagione al 7º posto, mentre Rindt si classifica 4º. L'austriaco nelle prime quattro gare è sempre costretto al ritiro, l'ultimo di questi avvenuto per un brutto incidente, che gli costa la partecipazione al GP di Monaco. Ristabilitosi, il pilota riesce a ottenere dei risultati molto positivi, fino a portare a casa la vittoria nel Gran Premio degli Stati Uniti. Durante la stagione Lotus aveva cercato anche nuove strade tecniche con due nuove vetture, che però si erano rivelate un fallimento tale da non portare a casa nessun punto per la classifica: la 63 a quattro ruote motrici e la 56B a turbina, usate dal britannico John Miles e dall’italo-americano Mario Andretti, chiamati a correre in alcune gare della stagione.
Nel 1970 il team ufficiale viene composto da Rindt e Miles, con quest'ultimo che sostituisce Graham Hill, ritenuto ormai a fine carriera e piazzato da Chapman nel team satellite di Rob Walker. La scelta si rivela un flop, in quanto Miles ottiene appena due punti e viene sostituito ancora prima della fine del campionato da Reine Wisell. Il pilota svedese diventerà seconda guida a partire dalla stagione successiva. Alla gara inaugurale in Sudafrica la squadra corre con la vecchia 49, ma già a partire dal Gran Premio successivo viene utilizzata la nuova creazione di Chapman e Philippe: la Lotus 72. La nuova monoposto è destinata a diventare una delle vetture più famose e vincenti della storia della Formula 1, in quanto verrà utilizzata e continuamente sviluppata fino al 1976. Nonostante le grandi aspettative l'esordio in Spagna è una delusione: Rindt è 8º in griglia di partenza e si ritira durante la gara, mentre Miles non riesce neppure a qualificarsi. Nonostante il flop Chapman intuisce che la macchina ha un grande potenziale, riportandola in officina per essere sistemata, l'austriaco perciò corre provvisoriamente con la Lotus 49 per i successivi due Gran Premi, collezionando una vittoria e un ritiro. Tornato al volante di una monoposto 72 ormai veloce e affidabile (ribattezzata 72C), Rindt domina e vince quattro gare consecutive, conquistando un vantaggio di ben 20 punti su Jack Brabham a quattro gare dal termine della stagione. Le straordinarie prestazioni fanno presagire un dominio anche in Italia, ma durante le prove ufficiali del sabato Rindt ha un terribile incidente che porterà alla sua morte: il pilota esce di pista all'ingresso della curva Parabolica a causa del cedimento di un semiasse anteriore che collegava il disco del freno alla ruota, impattando contro i guard-rail a una tale violenza da disintegrare la vettura. A causa dell'improvvisa e fortissima decelerazione l'austriaco subisce la frattura delle vertebre cervicali, morendo durante il trasporto in ospedale. La tragedia colpisce duramente Chapman, che solo due anni prima aveva perso Jim Clark. Nonostante la scomparsa Rindt riesce a conservare il vantaggio sull’unico che ancora poteva soffiargli il mondiale, il ferrarista Jacky Ickx (avrebbe potuto conquistare il titolo vincendo le ultime tre gare del campionato), diventando così il primo e unico campione del mondo postumo. Il titolo gli viene assegnato al termine del Gran Premio degli Stati Uniti, grazie alla vittoria della Lotus del giovane Emerson Fittipaldi, alla sua quarta presenza in Formula 1.
La nuova tragedia in casa della scuderia britannica alimenta nuovamente le polemiche sulle vetture di Chapman, accusate di essere eccessivamente pericolose a causa delle esasperate soluzioni tecniche messe in campo forse con troppa disinvoltura.

### L'era Fittipaldi

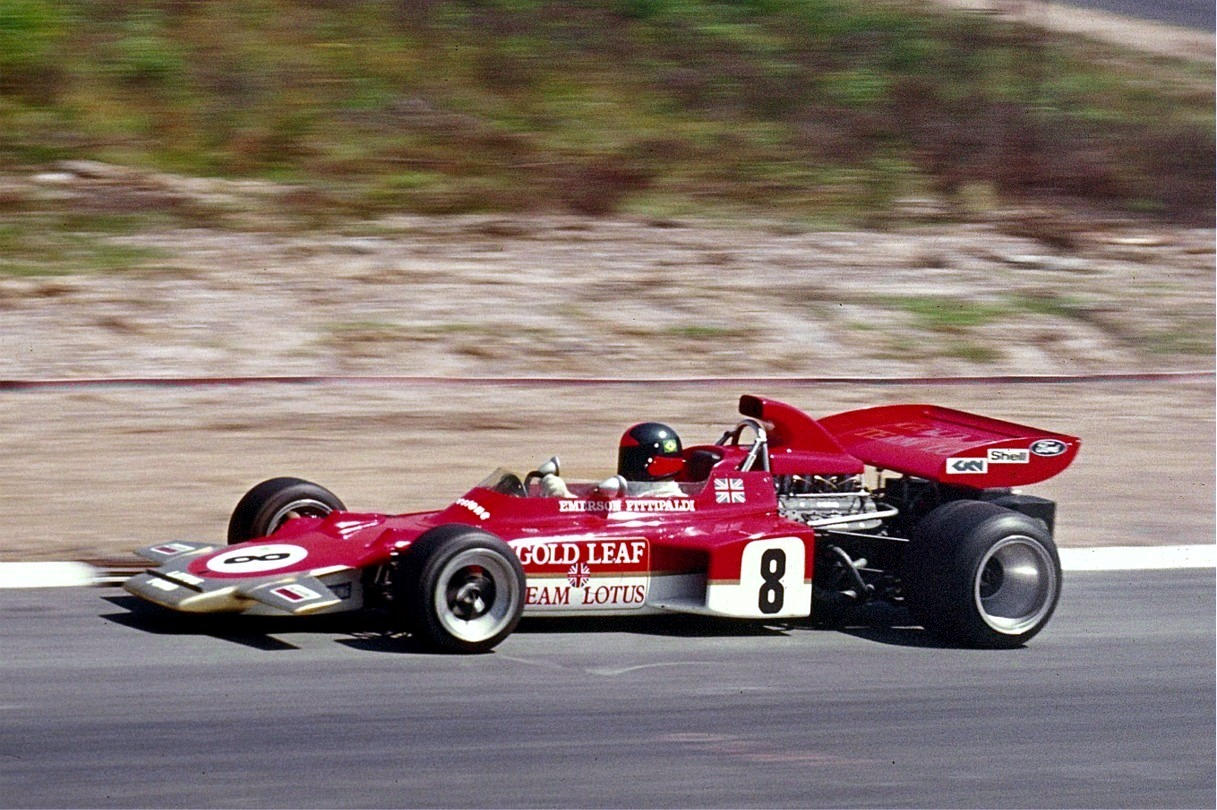
Fittipaldi sulla Lotus 72.

Nel 1971 la Lotus promuove Fittipaldi a prima guida. Chapman cerca di sviluppare una nuova monoposto a 4 ruote motrici, ma il tempo dedicato a questa vettura non permette al brasiliano di lottare per il titolo, gareggiando tutta la stagione con delle poco competitive monoposto aggiornate, i modelli 56B e 72D. Fittipaldi non va oltre tre piazzamenti a podio, con il 2º posto in Austria come miglior risultato stagionale. Anche la seconda guida Wisell delude, ottenendo come migliore prestazione il 4º posto in un paio di appuntamenti. La Lotus disputa così il suo peggior campionato dal 1967, conquistando appena 21 punti e il 5º posto in classifica costruttori.
Nel 1972 Wisell viene sostituito da Dave Walker. In questo campionato Chapman dedica maggior attenzione allo sviluppo di una valida monoposto, riportando il team sul tetto del mondo grazie a una rinnovata 72D. Fittipaldi disputa una stagione praticamente perfetta, collezionando ben cinque vittorie e 8 podi nelle dodici gare previste, che gli consentono di conquistare il suo primo mondiale con due gare d'anticipo, dopo il trionfo al Gran Premio d'Italia. Con la vittoria a Monza la Lotus torna a vincere anche il titolo costruttori. Disastrosa è invece la stagione di Walker, che non va oltre il 9º posto in gara, di conseguenza Chapman lo sostituisce con Wisell per gli ultimi due Gran Premi dell'anno. Il britannico consegue il non invidiabile record di essere l'unico pilota nella storia della Formula 1 che, nell'arco di una stagione, non ha totalizzato alcun punto ed è stato compagno di squadra del futuro campione del mondo.
L'anno successivo Chapman decide di affiancare a Fittipaldi il giovane talento Ronnie Peterson, proveniente dalla March e vicecampione del mondo due anni prima. La prima parte del campionato è molto positiva per il brasiliano, che conquista tre vittorie e due terzi posti nelle prime cinque gare, ottenendo la leadership del mondiale. Per lo svedese invece si tratta di un inizio disastroso, con ben quattro ritiri e un 11º posto nella tappa sudafricana (gara in cui viene utilizzata la monoposto 72D per l'ultima volta, sostituita da qui in avanti dalla 72E), nonostante si dimostri molto veloce nel giro secco, conquistando ben tre pole position. A Montecarlo i due piloti salgono insieme sul podio per la prima volta, ma se da qui in avanti Peterson vivrà una seconda parte di stagione straordinaria, lo stesso non si potrà dire per Fittipaldi: nelle ultime nove gare del campionato lo svedese sale ben sette volte sul podio, vincendo ben quattro gare, mentre il brasiliano ottiene a malapena un paio di secondi posti. Ciò consente alla Tyrrell di Jackie Stewart di prendere ampiamente il largo, tanto che quest’ultimo diventerà campione del mondo con due gare d'anticipo. La crisi di risultati fa infuriare Fittipaldi, che accusa Chapman di averlo penalizzato a favore del compagno di squadra, in quanto la Lotus aveva la fama di schierare una vettura competitiva per la prima guida e una meno preparata per la seconda. La rottura definitiva con il team avviene al Gran Premio d'Italia, in cui il brasiliano ha bisogno di una vittoria per poter rimanere in lotta per il titolo piloti. Le due Lotus comandano la gara ma Peterson, che si trova al comando, si rifiuta di far passare il compagno di squadra e vince la gara, regalando così il mondiale a Stewart. La scuderia britannica si accontenta vincendo comunque il titolo costruttori.

### Anni intermedi (1974-1977)
Per il 1974 Fittipaldi passa in McLaren e conquista il suo secondo titolo mondiale, prendendosi una bella rivincita contro la sua vecchia squadra. Chapman nel frattempo decide di affiancare a Peterson il talentuoso belga Jacky Ickx. Dopo i primi due appuntamenti stagionali i due piloti passano alla guida della nuova monoposto 76, ma dopo tre gare deludenti entrambi tornano al vecchio modello 72. Il campionato si rivela deludente, in particolare per Ickx, che porta a termine solamente 6 gare su 15 e ottiene appena 12 punti, ottenendo come miglior risultato in stagione un paio di terzi posti. Anche Peterson è costretto a numerosi ritiri, ma riesce comunque a trionfare in tre gare e a conquistare il 5º posto finale.
Nel 1975 sia lo svedese che il belga vengono riconfermati, al volante di una monoposto 72 ormai obsoleta. È un anno di mediocrità per la Lotus, con Peterson che conclude a punti appena tre gare, ottenendo come miglior risultato un 4º posto a Montecarlo. Ickx va a punti una sola volta ma conquista un incredibile 2º posto in Spagna, pur ottenendo la metà dei punti per via del terribile incidente di Stommelen, che causa l'interruzione della gara dopo 29 giri.
Nel 1976 il team affianca a Peterson l'italo-americano Mario Andretti, proveniente dalla Parnelli. Per la stagione viene costruita la Lotus 77, vettura fin troppo fragile e decisamente difficile da governare, tanto che alla gara inaugurale in Brasile i due piloti partono dalle retrovie e si ritirano dopo pochi giri. SuperSwede, non contento di disputare una nuova stagione con una monoposto poco competitiva e già da tempo in rotta con Chapman (soprattutto per il mancato pagamento di parte del compenso), decide di passare alla March e viene sostituito dal connazionale Gunnar Nilsson, mentre Andretti disputa le due gare successive con la sua vecchia squadra, per poi rientrare in Lotus. Chapman infatti gli offre il ruolo di prima guida e promette un suo impegno totale per rendere nuovamente competitivo il team. A seguito di quest'accordo i due uniscono le loro intenzioni e le loro capacità e riescono a migliorare notevolmente la vettura, tanto che Piedone giunge sesto in classifica finale e conquista la vittoria sotto il diluvio in Giappone, ultima gara del campionato. Discreti risultati vengono ottenuti anche da Nilsson, che conquista due terzi posti e termina decimo in campionato.
I miglioramenti continuano e l'anno successivo debutta l'innovativa Lotus 78, prima vettura a effetto suolo. Andretti, al volante della nuova monoposto, riesce a lottare per il titolo nella prima parte di stagione, ma successivamente una serie di problemi meccanici lo costringe a diversi ritiri, che permettono al ferrarista Niki Lauda di scappare in classifica e diventare campione del mondo con due turni d'anticipo. Lo statunitense disputa comunque un buona stagione, ottenendo il 3º posto finale, quattro vittorie e ben sette pole position. Positiva è anche la stagione di Nilsson, che vince in Belgio (unica vittoria in carriera per lo svedese), ma come il compagno di squadra anche lui deve far fronte alla scarsa affidabilità della vettura nella seconda parte del campionato, tanto da essere costretto al ritiro nelle ultime sette gare. A fine anno lo svedese è costretto a lasciare la squadra e la Formula 1 a causa della scoperta di una rara forma di cancro ai testicoli, che lo porterà alla morte appena un anno dopo all'età di soli 30 anni.

### Il trionfo di Andretti e la tragica morte di Peterson

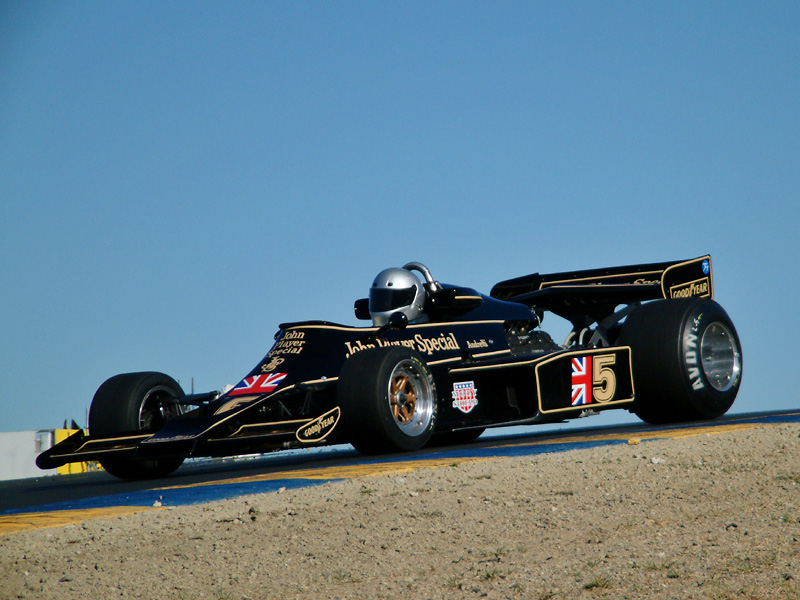
Lotus 77.

Nel 1978 Chapman decide di richiamare Ronnie Peterson, che torna in Lotus a due anni dal burrascoso divorzio dopo il Gran Premio del Brasile del 1976. Nasce subito una forte rivalità tra lui e Andretti, ma lo status di prima guida è dello statunitense, che per primo aveva creduto nelle rivoluzionarie scelte tecniche di Chapman mentre questi navigava in cattive acque. Lo svedese invece, pur essendo stato il pupillo del patron della Lotus, che per lui aveva dato il benservito a Fittipaldi, aveva abbandonato la squadra proprio nel momento di crisi. La stagione inizia con una vittoria di Andretti in Argentina, al volante della vecchia monoposto 78, mentre Peterson trionfa nella tappa in Sudafrica. La vettura è veloce ma incostante nel rendimento, infatti dopo cinque gare è la Tyrrell di Patrick Depailler, a balzare in testa al mondiale. Il campionato cambia radicalmente a partire dal Gran Premio del Belgio, dove Andretti inaugura la nuova Lotus 79, una vettura che passerà alla storia per le sue numerose innovazioni tecniche e per l'eccellente sfruttamento dell'effetto suolo. Con la nuova monoposto lo statunitense conquista prima la pole position e poi la gara davanti al compagno di squadra, risultato che viene ripetuto anche nella gara successiva in Spagna. Il dominio della Lotus 79 non si ferma, infatti il team arriva a vincere il titolo costruttori con ben quattro gare d'anticipo, con Andretti che porta a casa altre tre vittorie e Peterson che trionfa in Austria. A tre gare dalla fine lo statunitense è saldamente in testa al mondiale, solo il compagno di squadra è ancora in grado di potergli strappare via il titolo. Durante la stagione Peterson si era dimostrato nettamente più veloce sul giro singolo, ma in gara Andretti aveva ottenuto risultati più concreti grazie alla sua grande esperienza e alla sua grande cultura tecnica: era capace di misurare anche mille gomme prima di una gara per trovare quelle quattro che più si adattavano al suo stile di guida. A Monza avviene la sfida decisiva tra i due piloti della Lotus: Andretti parte dalla pole position, mentre Peterson è più attardato e si qualifica in 5ª posizione. Nel warm-up lo svedese danneggia la vettura alla variante della Roggia, viene pertanto costretto a schierarsi alla partenza con la vettura dell'anno precedente, dotata di una sezione anteriore molto più ridotta. Il motore della vettura incidentata viene trapiantato sulla Lotus 78. Probabilmente durante questa operazione della sabbia entra nel circuito di alimentazione. Al via della gara Peterson si trova col motore che non prende giri, venendo rapidamente circondato dai piloti delle retrovie e colpito infine da James Hunt e Riccardo Patrese. La Lotus sbanda e urta violentemente contro il guardrail, rimbalza a centro pista e viene colpita da altre auto, infine si incendia. In tutto rimangono coinvolte dieci vetture. Lo svedese viene soccorso subito dal personale antincendio e dai piloti James Hunt, Patrick Depailler e Didier Pironi: è cosciente, ma presenta delle bruttissime fratture alle gambe. Soprattutto il piede destro presenta fratture comminute ed è quindi a rischio amputazione. Trasportato all'Ospedale Niguarda di Milano, durante la notte lo svedese subisce un lunghissimo intervento chirurgico per la riduzione delle numerose fratture. I tentativi di salvargli la vita sono purtroppo vani e Peterson muore il giorno successivo a causa di una massiva embolia adiposa, conseguenza delle fratture e, secondo il suo entourage familiare e sportivo, della manipolazione chirurgica troppo prolungata. Questa polemica viene sovrastata da quella, ben maggiore, che coinvolge Colin Chapman. Otto anni dopo la morte di Jochen Rindt, il manager Lotus si trova nuovamente nell'occhio del ciclone: gli si rimprovera di aver osteggiato lo svedese per favorire Mario Andretti e di essere il responsabile morale della sua morte, in quanto lo aveva portato a presentarsi alla gara su una vecchia vettura malfunzionante. L'inchiesta aperta dalla magistratura italiana sposterà dopo pochi giorni il fuoco delle responsabilità sul direttore di gara e sui piloti coinvolti nell'incidente, soprattutto Riccardo Patrese, anche se la sentenza finale del 1983 sancirà la responsabilità di James Hunt. Essendo SuperSwede l'unico che ancora poteva strappare il mondiale ad Andretti, lo statunitense conquista il suo primo e unico titolo piloti della sua carriera. Sembra l'inizio di una nuova era di vittorie per la Lotus, invece i titoli del 1978 rimarranno gli ultimi nella storia del team.

### Crisi di risultati e la misteriosa morte di Chapman
Per il 1979 viene ingaggiato l'argentino Carlos Reutemann dalla Ferrari, in sostituzione del defunto Peterson. Anche quest'anno la Lotus decide di correre con il modello 79, ma i risultati saranno molto diversi rispetto alla stagione precedente: infatti altri team decidono di sviluppare vetture a effetto suolo, con minigonne e fondo profilato, e alcune di queste riescono a superare la competitività della monoposto di Chapman. Persa l'imbattibilità della sua macchina il patron della Lotus, con l'idea di sviluppare ulteriormente il concetto di wing car, presenta il nuovo modello 80, la cui peculiarità era l'assenza degli alettoni e l'avere tutto il fondo scocca dal musetto fino al fondo della vettura, sigillato al suolo da minigonne scorrevoli. La vettura si dimostra fin da subito molto veloce ma terribilmente instabile, con numerosi problemi ai freni e alle sospensioni, mentre in curva perde deportanza in modo allarmante riguadagnandola in modo improvviso. Nonostante ciò Andretti decide di debuttare con la nuova monoposto in Spagna, qualificandosi quarto e terminando la gara al terzo posto, arrivando comunque dietro il compagno Reutemann, rimasto con la Lotus 79. Per i due appuntamenti successivi a Zolder e a Montecarlo la squadra decide di montare gli alettoni per migliorare la stabilità, ma questo porta a un calo drastico della velocità e Andretti non va oltre il 12º posto in qualifica, mentre in gara si ritira per problemi ai freni e alle sospensioni. Gli scarsi risultati dell'italo-americano, il tutto mentre Reutemann era arrivato 4° in Belgio e 3° a Monaco, convincono Chapman a mandare definitivamente in pensione la 80 dopo appena tre gare. Al termine del campionato la Lotus ottiene 39 punti totali, senza collezionare alcuna vittoria per la prima volta dal 1975.
Nel 1980 la squadra cambia nuovamente: Reutemann, deluso dalla scarsa competitività della monoposto, passa alla Williams e Chapman assume come secondo pilota Elio De Angelis, al suo secondo anno in Formula 1. A seguito della decisione della FIA di vietare le minigonne e l'effetto suolo, Chapman sviluppa un nuovo progetto rivoluzionario: la Lotus 88. Il modello presentava un doppio telaio, il primo per sostenere gli organi meccanici e il secondo che doveva assecondare l'aerodinamica, abbassandosi per recuperare l'effetto suolo perso con le minigonne. A questa vettura (peraltro di difficile messa a punto) viene però vietato l'uso in gara, perciò Chapman si ritrova a dover progettare una vettura più convenzionale quando ormai la concorrenza aveva sviluppato auto migliori. La nuova Lotus 81 si rivela poco competitiva, soprattutto dal punto di vista dell'affidabilità: nelle prime nove gare della stagione Andretti e De Angelis sono costretti al ritiro rispettivamente sei e cinque volte, e solo il pilota italiano riesce a conquistare punti, cogliendo un inaspettato 2º posto in Brasile. Con il modello aggiornato 81B, utilizzato a partire dal Gran Premio d'Austria, De Angelis riesce a finire in zona punti in altre tre occasioni, mentre Andretti deve aspettare addirittura l'ultimo appuntamento della stagione per sbloccarsi, con un 6º posto nel Gran Premio di casa. Il campionato si conclude con appena 14 punti totali e il quinto posto nella classifica a squadre, peggior risultato del team dal 1975. La stagione è comunque ricordata per l'esordio del britannico e futuro campione Nigel Mansell, schierato da Chapman per tre gare come terzo pilota.
Per il campionato 1981 Andretti passa all'Alfa Romeo e Chapman promuove Mansell a pilota titolare al fianco di De Angelis. È un'altra stagione negativa per la Lotus, a causa di problemi tecnici regolamentari e problemi economici dovuti al crack dello sponsor petrolifero Essex, ma si hanno comunque dei lievi miglioramenti rispetto all'anno precedente. Al volante della vecchia 81B e della Lotus 87, utilizzata a partire dall'appuntamento di Monaco, De Angelis conclude molte gare in zona punti e viene costretto al ritiro solamente in tre occasioni, senza contare la squalifica a Silverstone (a causa di un sorpasso in regime di bandiera gialla). Molto diverso è il campionato di Mansell: il pilota britannico si ritira ben otto volte, mancando perfino la qualificazione nel Gran Premio di casa, ma è autore del miglior risultato in gara e dell'unico podio conquistato nella stagione, con un 3º posto in Belgio.
Nel 1982 la Lotus ottiene ancora dei leggeri miglioramenti, con il nuovo modello 91. La vettura si rivela più inaffidabile della precedente (con 7 ritiri a testa per De Angelis e Mansell) ma decisamente più veloce, tanto che la Lotus torna alla vittoria di un Gran Premio per la prima volta dopo 4 anni, con il 1º posto di De Angelis in Austria (battendo tra l'altro il futuro campione del mondo Keke Rosberg). Questa è anche l'ultima vittoria cui assiste Chapman, che nel Dicembre dello stesso anno muore in circostanze misteriose. Sulla dipartita del geniale progettista si formulano da sempre ipotesi fantasiose, legate alla totale assenza di immagini dei suoi funerali e della sua sepoltura.

### La Lotus dopo Colin Chapman
La morte del patron è un duro colpo per il team, che viene preso in mano da Peter Warr. Confermati De Angelis e Mansell, per la stagione 1983 la scuderia britannica sviluppa due vetture: la 92, ultima Lotus a montare il tradizionale motore Ford-Cosworth, e la 93T, con il nuovo motore Turbo della Renault. La prima viene usata esclusivamente da Mansell, la seconda viene affidata a De Angelis, per poi essere utilizzata anche dal compagno di squadra al decimo appuntamento stagionale in Germania. Entrambi i piloti si presentano con le loro nuove monoposto alla gara inaugurale in Brasile, ma De Angelis viene squalificato ancora prima di iniziare la gara in quanto, a causa di un guasto durante il giro di ricognizione, abbandona la 93T usata nelle qualifiche per cercare di correre con la vecchia Lotus 91. Sia il modello 92 che il modello 93T si rivelano decisamente poco competitivi e inaffidabili, con Mansell e De Angelis che collezionano numerosi ritiri (il pilota italiano porterá a termine una sola gara) e un solo punto, ottenuto dal britannico negli Stati Uniti. Ciò obbliga il team a sviluppare una terza monoposto: la 94T, con motore turbo Renault. Usata da entrambi i piloti a partire dall’appuntamento di Silverstone, con essa Mansell centra subito il 4º posto, ottenendo altri due punti in Austria. De Angelis al contrario continua a collezionare ritiri e si sblocca soltanto a Monza con un 5º posto, ottenendo i suoi primi e unici punti della stagione. Al penultimo appuntamento della stagione, il GP d’Europa, le due Lotus centrano dei sorprendenti risultati in qualifica, con la pole position di De Angelis (la prima della Lotus dal 1978) e il terzo tempo di Mansell, ma solo quest'ultimo riesce a terminare la gara, con un ottimo 3º posto e il giro veloce. De Angelis infatti, dopo essere stato sorpassato alla partenza dal connazionale Patrese, tocca quest'ultimo durante un tentativo di sorpasso, tornando in pista solo in 6ª posizione, per poi ritirarsi due giri dopo a causa della rottura del motore. La stagione termina in Sudafrica, con una brutta prestazione di Mansell e De Angelis che subisce l'ennesimo ritiro (12 su 15 gare, senza contare la squalifica del Brasile). La Lotus termina così il campionato con appena 12 punti in classifica costruttori.
L'anno successivo il team migliora notevolmente i propri risultati in gara grazie all'assunzione del progettista Gérard Ducarouge, che disegna la nuova Lotus 95T, equipaggiata con gomme Goodyear anziché Pirelli. De Angelis si ritrova al volante di una vettura veloce e affidabile, ritirandosi in sole quattro occasioni e conquistando punti in 11 gare su 16, ottenendo inoltre quattro podi (tra cui il 2º posto a Detroit, miglior risultato della Lotus quell'anno) e il terzo posto in classifica generale, dietro le imprendibili McLaren di Prost e Lauda. Al contrario Mansell ha enormi difficoltà per tutto l'arco della stagione e si ritira per ben undici volte, anche se non mancano alcuni buoni risultati, come i terzi posti ottenuti in Francia e in Olanda.
Nel 1985 il britannico passa alla Williams, così il team decide di ingaggiare la giovane promessa Ayrton Senna dalla Toleman, al suo secondo anno in Formula 1. Il team sviluppa la Lotus 97T, una vettura che si rivela molto veloce (si conquisteranno ben 8 pole position in 16 gare, di cui 7 da parte del brasiliano) e che permette a Senna di lottare per il titolo piloti nella prima parte di stagione. Al secondo appuntamento della stagione il brasiliano conquista la sua prima vittoria in carriera all'Estoril (prima vittoria della Lotus dal 1982), mentre De Angelis trionfa nella gara successiva a Imola (grazie anche alla squalifica di Prost e al ritiro di Senna che, saldamente al comando, rimane senza benzina a pochi giri dalla fine), al suo secondo e ultimo successo in Formula 1, balzando in testa al mondiale insieme alla Lotus. Era dal 1978 che scuderia britannica non si trovava al comando sia della classifica piloti che della classifica costruttori, così come era dal 1978 che entrambi i piloti Lotus non si imponevano in almeno un Gran Premio durante la stagione. De Angelis conserva la leadership del mondiale anche nella quarta gara a Montecarlo, dove giunge 3º. All'appuntamento successivo in Canada il pilota romano parte dalla pole position (terza e ultima della sua carriera), ma a causa di problemi meccanici si deve accontentare del 5º posto, perdendo il 1º posto in classifica a favore del connazionale e ferrarista Alboreto, che vince la gara. De Angelis arriva 5º anche nei due Gran Premi successivi, rimanendo comunque in lotta per il titolo a sole 5 lunghezze da Alboreto. Da qui in poi tuttavia le prestazioni del pilota romano calano drasticamente, con appena 7 punti negli ultimi nove appuntamenti della stagione. Senna, al contrario del compagno di squadra, ha molte difficoltà nella prima parte della stagione, per poi migliorare nella seconda parte. Pur dimostrandosi molto veloce in qualifica (ottiene ben quattro pole position, di cui tre consecutive), nei primi nove Gran Premi termina la gara solo due volte, andando a punti solo nel vittorioso GP di Portogallo. A partire dall'appuntamento in Austria il brasiliano trova finalmente una vettura affidabile e conquista cinque podi consecutivi, tra cui una vittoria in Belgio. Senna e De Angelis concludono la stagione in 4ª e 5ª posizione, mentre la Lotus termina al 4º posto, scavalcata all'ultima gara dalla Williams.

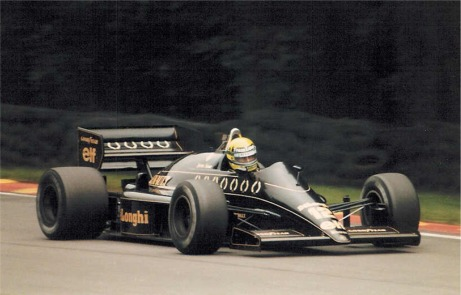
Senna alla guida della Lotus nel 1986.

Nel 1986 De Angelis, divenuto ormai secondo pilota, decide di cambiare aria e di passare alla Brabham, venendo sostituito con il debuttante Johnny Dumfries. Senna, al volante della nuova 98T, ottiene due vittorie, 8 podi e 8 pole position, finendo più volte in testa al mondiale piloti. A partire dal Gran Premio di Francia tuttavia la monoposto inizia ad avere problemi di affidabilità, costringendo il brasiliano al ritiro in ben cinque occasioni nelle ultime nove gare, riuscendo comunque a rimanere in lotta per il titolo fino al Gran Premio d'Italia. Al contrario di Senna, che conclude il campionato al 4º posto con 55 punti, Dumfries disputa una stagione disastrosa, ritirandosi in nove occasioni, mancando la qualificazione a Montecarlo e conquistando appena tre punti, con il 5º posto in Ungheria come miglior risultato stagionale. In classifica costruttori la Lotus ottiene un leggero miglioramento, terminando in 3ª posizione.
Nel 1987 la Lotus passa ai motori Honda, dato il ritiro della Renault dalla Formula 1. L'accordo con la casa motoristica giapponese porta il team ad affiancare a Senna l'esordiente Satoru Nakajima, primo pilota nipponico a prendere parte regolarmente a un campionato di Formula 1. A causa dell'addio dello storico sponsor John Player, sostituito dalla Camel, la nuova monoposto 99T non ha la colorazione nera-oro e diventa gialla. Si tratta della prima vettura della Lotus con le sospensioni attive a controllo elettronico. Nonostante un inizio un po' stentato, con due ritiri nelle prime tre gare, Senna ottiene due trionfi consecutivi, a Montecarlo e a Detroit (ultime vittorie nella storia della Lotus), balzando in testa al mondiale. Da lì in poi tuttavia viene fuori lo strapotere delle Williams, con Mansell e Piquet che si impongono in nove degli ultimi dodici Gran Premi, tagliando di fatto Senna dalla lotta per il titolo, ma ottenendo comunque un onorevole 3º posto finale. Nakajima, nonostante le 50 lunghezze di distacco dal compagno di scuderia, disputa comunque una stagione positiva, ottenendo quattro piazzamenti a punti e mostrando sporadicamente una buona competitività.
Nel 1988 Senna decide di passare in McLaren, venendo sostituito dal connazionale e campione del mondo in carica Nelson Piquet, mentre Nakajima viene riconfermato. La nuova Lotus 100T, pur non essendo in grado di competere con la leggendaria MP4/4 della McLaren, permette comunque a Piquet di giungere al 3º posto nei primi due appuntamenti stagionali. Da qui in poi però si verifica un brusco calo di affidabilità della monoposto, con il brasiliano che è costretto al ritiro in ben sette occasioni, cosa che gli permette di andare a punti in appena cinque gare e di cogliere come miglior risultato un 3º posto nell'ultimo appuntamento stagionale (ultimo podio nella storia della Lotus). Nakajima, nonostante un buon 6º posto nella gara inaugurale, disputa una stagione decisamente al di sotto delle aspettative, non riuscendo più a giungere in zona punti, ottenendo sei ritiri e addirittura mancando due volte la qualificazione alla gara, negli appuntamenti di Monaco e degli Stati Uniti. La Lotus, nonostante la conquista di appena 23 punti, ottiene un buon 4º posto in classifica costruttori.

### Il declino e la chiusura definitiva
Per la stagione 1989 il team perde sia i motori Honda sia il progettista Ducarouge, che passa alla Larrousse. La nuova monoposto 101, che monta i nuovi motori Judd, non permette a Piquet e Nakajima di conseguire alcun risultato degno di nota. Entrambi i piloti infatti non vanno oltre il 4º posto, con il giapponese che deve aspettare addirittura l'ultimo appuntamento del campionato per poter conquistare i primi punti. Il punto più basso della stagione viene raggiunto con la mancata qualificazione per entrambi i piloti nel Gran Premio del Belgio, evento che non accadeva dal 1958, anno dell'esordio della Lotus in Formula 1. Con appena 15 punti conquistati la scuderia britannica ottiene un deludente 6º posto in classifica costruttori.
Nel 1990 il team decide di rivoluzionare la squadra, con gli arrivi del giovane Martin Donnelly e dell'esperto Derek Warwick. Per la stagione viene sviluppata una nuova monoposto, la Lotus 102, che monta i motori Lamborghini. È una nuova annata deludente per la Lotus, principalmente a causa dei nuovi motori, che si rivelano potenti ma inaffidabili, costringendo i due piloti al ritiro in numerose occasioni. Il team a fine campionato conquista appena 3 punti (tutti con Warwick), eguagliando il peggior risultato della sua storia, ottenuto nella stagione d'esordio. Inoltre Donnelly subisce un gravissimo incidente in Spagna, che ne tronca la carriera. Alla fine dell'anno la Camel abbandona il team, al cui soccorso arriva l'ex-manager di Williams e Benetton Peter Collins.
Nel 1991 la Lotus utilizza una versione aggiornata della 102 (la ‘’102B’’) e cambia ancora piloti, ingaggiando il debuttante Mika Häkkinen e Julian Bailey, sostituito a partire dalla 5ª gara da Johnny Herbert. I risultati sono ancora una volta deludenti e il team conclude nuovamente la stagione con appena 3 punti, ottenuti nel Gran Premio di San Marino (con Hakkinen 5° e Bailey 6°).
Nel 1992 viene sviluppata la Lotus 107 con il modesto motore Ford "clienti", una monoposto indovinata con una raffinata gestione elettronica delle sospensioni attive. Con questa monoposto, utilizzata a partire dal Gran Premio di San Marino, Häkkinen e Herbert terminano diverse gare a ridosso dei top team, sfiorando più volte il podio. Al termine della stagione la Lotus ottiene 13 punti e il 5º posto in classifica costruttori, migliorando rispetto ai due anni precedenti ma ottenendo comunque risultati al di sotto delle aspettative.
Per il Campionato 1993 il team conferma Herbert ma perde Häkkinen, passato alla Mclaren. Al suo posto viene ingaggiato Alex Zanardi, al suo terzo anno in Formula 1 e per la prima volta pilota titolare. La Lotus utilizza per tutto l'anno un semplice sviluppo della 107 (la 107B), ottenendo 12 punti complessivi. Zanardi, con il 6º posto in Brasile, ottiene il suo miglior risultato è il suo unico punto in carriera in Formula 1.
Anche per il 1994 la Lotus si presenta con una monoposto 107 aggiornata (chiamata 107C) ma con la nuova fornitura di motori da parte della Mugen-Honda al posto dei Ford dell'anno precedente. La nuova vettura, che sarà anche l'ultima della storia della scuderia britannica, la Lotus 109, farà il suo debutto solo a partire dal Gran Premio di Spagna. Si tratta di un anno disastroso: il team, in forte crisi economica e ormai privo di fondi, non ottiene alcun punto in stagione per la prima volta nella sua storia, non andando oltre il 7º posto in gara, conquistato da Herbert in tre occasioni. Lo stesso britannico lascia la Lotus a tre gare dalla fine per passare alla Ligier, mentre Éric Bernard segue il percorso inverso. Dopo appena un Gran Premio tuttavia il team decide di far correre al posto del francese il debuttante finlandese Mika Salo. Ci sono numerosi cambi anche per la seconda guida: le prime quattro gare vengono corse dal portoghese Pedro Lamy, ma durante dei test a Silvertone si frattura entrambe le gambe ed è costretto a saltare il resto della stagione. Viene quindi sostituito per il resto della stagione da Alex Zanardi, che aveva perso il posto di secondo pilota proprio ai danni di Lamy ed era rimasto nel team con il ruolo di collaudatore. Il pilota italiano viene però a sua volta sostituito in un paio di occasioni dal pay driver Philippe Adams, garantendo una dote di sponsor abbastanza ingente, che comunque non sarà sufficiente per le casse del team. La mancanza di risultati, unita all'assenza di fondi, portano la Lotus a ritirarsi definitivamente dalla Formula 1, ponendo fine a 37 anni di storia. 

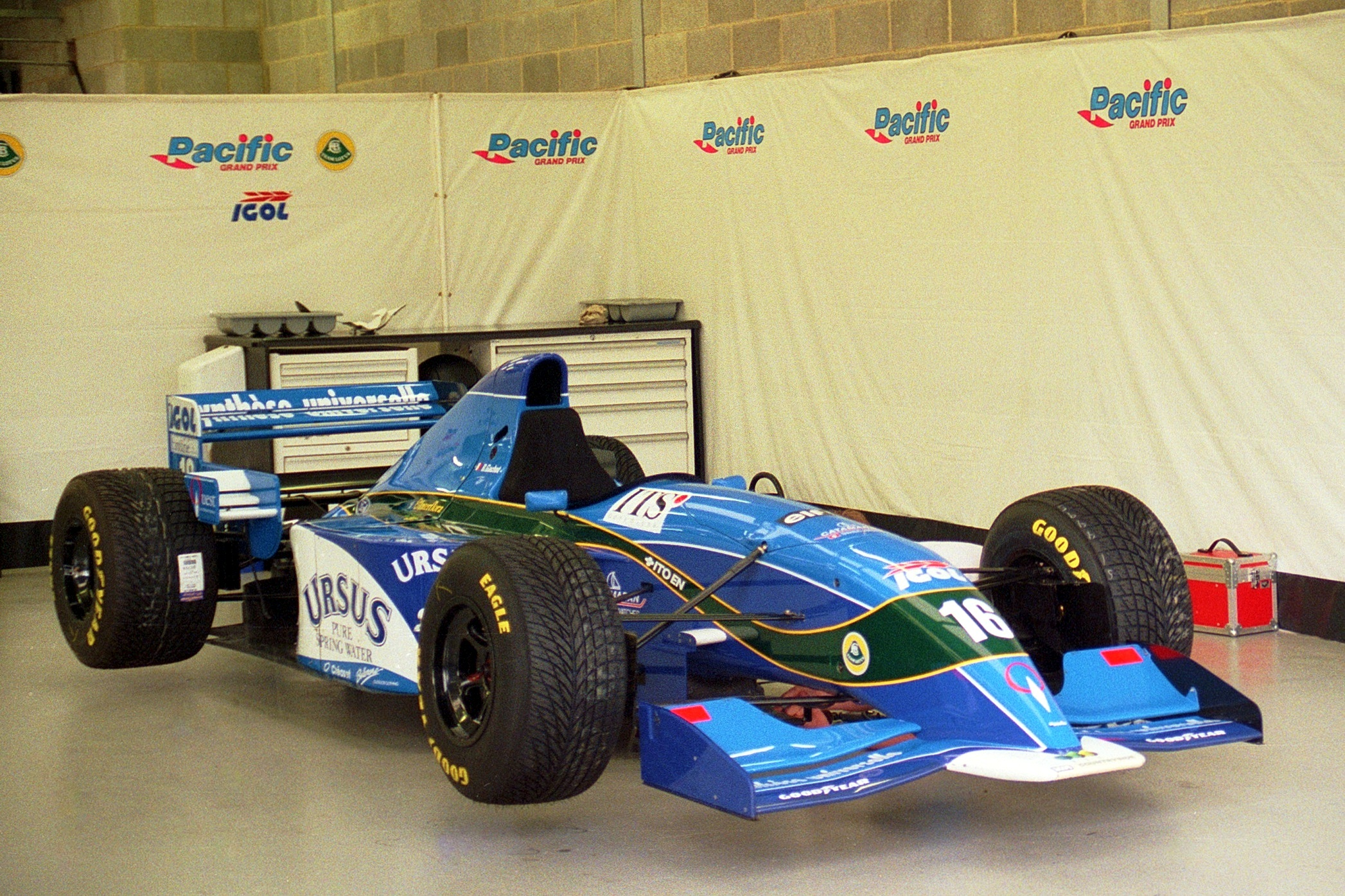
La Pacific PR02, costruita nel 1995 con i materiali del cessato Team Lotus, il cui logo appare nella striscia verde ai lati del musetto

A seguito della cessata attività del reparto corse, i materiali residui e il telaio già approntato per la vettura da impiegare nel campionato 1995, denominato Lotus 112, furono ceduti al team Pacific Racing, che adottò pertanto il nome ufficiale di Pacific Team Lotus: nella livrea della monoposto PR02 venne quindi inserita una banda di colore verde con bordi aurei, entro la quale fu inserito il logo della storica marca inglese.

### Il breve ritorno del nome "Lotus"
A maggio 2009 la scuderia inglese di Formula 3 Litespeed presentò domanda d'iscrizione al campionato mondiale 2010 sotto le insegne "Lotus". Essa aveva infatti raggiunto un accordo con David Hunt, fratello del defunto ex campione del mondo James Hunt, per l'utilizzo esclusivo in Formula 1 del marchio "Team Lotus", storicamente separato e indipendente da quello riservato alla produzione di autovetture di serie. Il 12 giugno 2009 la Lotus-Litespeed non venne però inserita nella lista provvisoria emanata dalla FIA in merito alle scuderie ammesse alla stagione 2010.
La Lotus Cars, la compagnia madre dell'originale Team Lotus, si era distanziata dall'iniziativa e aveva annunciato che avrebbe ricorso a vie legali qualora fosse state lesa la sua onorabilità con un utilizzo improprio del marchio "Lotus". Il gruppo Proton, proprietario di Lotus Cars, aveva infatti cercato d'acquisire il marchio "Team Lotus" da Hunt, in quanto interessata alle competizioni, ma tale tentativo non aveva avuto successo.
Nel settembre 2009, si ebbe notizia dell'intervento del governo malese per riportare in F1 il marchio "Lotus" nella stagione 2010, in vista della riapertura delle selezioni per l'entrata in Formula 1 dopo l'annuncio dell'abbandono della BMW Sauber. Il 15 settembre 2009 la FIA annunciò l'ammissione della squadra Lotus F1 Racing al campionato 2010.

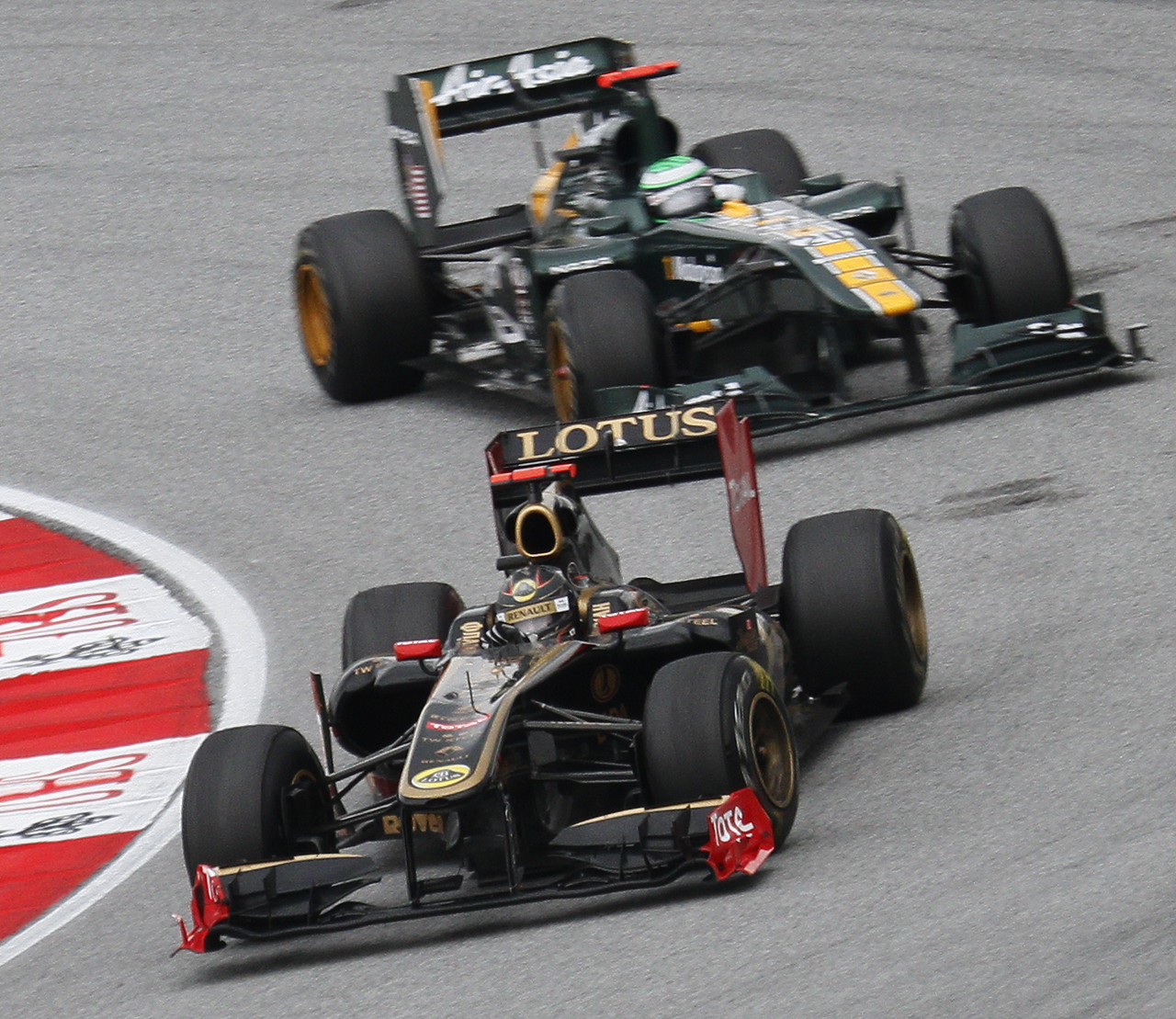
Stagione 2011: Nick Heidfeld (Lotus Renault GP) davanti a Heikki Kovalainen (Team Lotus) durante il Gran Premio della Malesia.

Il 24 settembre 2010 Tony Fernandes, proprietario della Lotus F1 Racing, annunciò di aver raggiunto un accordo per acquisire definitivamente il marchio dello storico team da David Hunt, in modo che il suo team potesse essere rinominato, a partire dal 2011, Team Lotus, come ideale proseguimento della squadra fondata da Colin Chapman. In seguito venne ufficializzato che la Lotus Cars, produttrice della auto di serie con lo storico marchio, aveva deciso di sponsorizzare la scuderia Renault F1, rinominandola Lotus Renault GP; ciò portò a un contenzioso legale, fra Fernandes e il gruppo Proton, per il diritto all'utilizzo esclusivo del marchio "Lotus" nel mondiale di Formula 1. La stagione 2011 di F1 vide quindi ai nastri di partenza la singolare presenza di due diversi team "Lotus": il Team Lotus di Fernandes e il Lotus Renault GP della Lotus Cars.
Il 27 maggio 2011 l'Alta Corte di Londra si espresse in favore di Fernandes (accogliendo soltanto le accuse per la violazione di un accordo di licensing con Lotus Cars), in quanto il tribunale non individuò gli estremi per privare la squadra della denominazione Team Lotus. Il giudice Peter Smith riconobbe comunque alla Lotus Cars il diritto di usare la denominazione "Lotus" nel team Lotus Renault GP, e di poter continuare a utilizzare la livrea nero-oro. A seguito delle decisioni della Corte, Lotus Cars si disse intenzionata a presentare appello contro la sentenza. Complice questi contenziosi, per alcune gare Fernandes provvide a modificare la denominazione sulle sue vetture in Team Loftus.
In giugno 2011 le due parti ritornarono all'Alta Corte al fine di risolvere la diatriba. Il giudice Peter Smith espresse lo scontento per il fatto che Tony Fernandes non avesse fatto menzione dell'acquisto della Caterham Cars durante il primo dibattimento. La Lotus Renault GP è stata autorizzata, nel frattempo, a correre dal 2012 utilizzando il marchio "Lotus".
Successivamente la F1 Commission ha accettato la richiesta del Team Lotus di Fernandes di modificare per la stagione 2012 il proprio nome in Caterham F1 Team, l'altro marchio di proprietà dell'imprenditore. Nel novembre 2011 è stato annunciato l'accordo tra Tony Fernandes e la Lotus Cars, che prevede il ritorno alla seconda di tutte le denominazioni legate al marchio "Lotus", compreso il nome "Team Lotus"; la Lotus Renault GP è stata quindi autorizzata a correre dal 2012 col nome di Lotus F1 Team. Con l'acquisizione della Lotus da parte della Renault nel 2015 e il suo ritorno nel campionato con un proprio team, dal 2016 il nome della Lotus scompare definitivamente dalla Formula 1.

## Sponsorizzazioni
Le entrate finanziarie della squadra si basavano sulle sponsorizzazioni pubblicitarie. Infatti, è stata una delle prime scuderie nel 1968 a cambiare livrea: dai colori nazionali della Gran Bretagna a quelli rosso-bianco-oro delle Gold Leaf della Imperial Tobacco, correndo con il nome di Gold Leaf Team Lotus, e aprendo la lunga epoca delle sponsorizzazioni da parte di marchi tabaccai. Dal 1972 il team viene ancora una volta sostenuto dalla Imperial Tobacco, ma con i colori delle John Player Special in nero-oro, fino al 1978 e poi (dopo le parentesi coi marchi Essex e Martini Racing) di nuovo dal 1981 al 1986. Nei quattro anni successivi le Lotus corsero invece dipinte nel giallo della Camel.

## Monoposto di Formula 1
- Lotus 12 1958
- Lotus 16 1958-1960
- Lotus 18 1960
- Lotus 21 1961
- Lotus 18/21 1961
- Lotus 24 1962
- Lotus 25 1962-1965
- Lotus 33 1964-1967
- Lotus 43 1966-1967
- Lotus 49 1967-1968
- Lotus 49B 1968-1969
- Lotus 63 1969
- Lotus 49C 1970
- Lotus 72A 1970
- Lotus 72B 1970
- Lotus 72C 1970-1971
- Lotus 72D 1971-1973
- Lotus 56B 1971
- Lotus 72E 1973-1975
- Lotus 76 1974
- Lotus 72F 1975
- Lotus 77 1976
- Lotus 78 1977-1978
- Lotus 79 1978
- Lotus 80 1979
- Lotus 81 1980-1981
- Lotus 81B 1980-1981
- Lotus 88 1981
- Lotus 87 1981
- Lotus 87B 1982
- Lotus 91 1982
- Lotus 92 1983
- Lotus 93T 1983
- Lotus 94T 1983
- Lotus 95T 1984
- Lotus 97T 1985
- Lotus 98T 1986
- Lotus 99T 1987
- Lotus 100T 1988
- Lotus 101 1989
- Lotus 102 1990
- Lotus 102B 1991
- Lotus 102D 1992
- Lotus 107 1992
- Lotus 107B 1993
- Lotus 107C 1994
- Lotus 109 1994

## Principali piloti
- Jim Clark (1960-1968): 72 GP, 25 vittorie, Campione del Mondo 1963, 1965
- Mario Andretti (1968-1969, 1976-1980): 79 GP, 11 vittorie, Campione del Mondo 1978
- Emerson Fittipaldi (1970-1973): 42 GP, 9 vittorie, Campione del Mondo 1972
- Jochen Rindt (1969-1970): 21 GP, 6 vittorie, Campione del Mondo 1970
- Graham Hill (1958-1959, 1966-1970): 60 GP, 4 vittorie, Campione del Mondo 1968
- Ronnie Peterson (1973-1976, 1978): 59 GP, 9 vittorie
- Ayrton Senna (1985-1987): 48 GP, 6 vittorie
- Stirling Moss (1960-1961): 16 GP, 4 vittorie
- Elio De Angelis (1980-1985): 90 GP, 2 vittorie
- Nigel Mansell (1980-1984): 59 GP
- Nelson Piquet (1988-1989): 31 GP
- Mika Häkkinen (1991-1992): 30 GP
- Jacky Ickx (1974-1975): 24 GP

### Altri piloti
- Innes Ireland (1959-1965): 41 GP, 1 vittoria
- Jo Siffert (1962-1964, 1968-1969): 36 GP, 1 vittoria
- Gunnar Nilsson (1976-1977): 31 GP, 1 vittoria
- Johnny Herbert (1990-1994): 54 GP
- Satoru Nakajima (1987-1989): 43 GP
- Alex Zanardi (1993-1994): 21 GP
- Derek Warwick (1990): 16 GP
- Carlos Reutemann (1979): 15 GP
- Pedro Lamy (1993-1994): 9 GP
- Jack Brabham (1962-1963): 6 GP
- John Surtees (1960): 4 GP
- Mike Fisher (1967): 2 GP
- Phil Hill (1963): 1 GP